# Andreas Aagaard Kiilerich
Andreas Aagaard Kiilerich (født 7. Oktober 1994 i Ikast) er en dansk fodboldspiller der siden januar 2018 har spillet for Holstebro Boldklub.

## Karriere
Som 4-årig startede han med at spille fodbold i Ikast fS, men allerede som 12-årig kom han på FC Midtjyllands talenthold. 

### Skive IK
I 2013 blev han hentet til Skive IK fra FC Midtjyllands u-19 hold. 

### Ringkøbing IF
Blot et år senere blev Kiilerich hentet til Ringkøbing IF i 2. division, hvor han nåede at spille 8 kampe. 

### Holstebro Boldklub
Siden Jan. 2018 har han spillet for den vestjyske fodboldklub Holstebro Boldklub. Det lykkedes Holstebro at rykke op i 2. division i Jun. 2020, hvor Kiilerich har spillet samtlige minutter. Andreas Kiilerich har været anfører siden hans ankomst til klubben.